# NGC 746
NGC 746 è una piccola e vicina galassia irregolare magellanica situata nella costellazione di Andromeda, a una distanza di circa 23 milioni di anni luce dalla nostra Via Lattea.

## Scoperta
La galassia è stata scoperta il 12 settembre 1885 dall'astronomo statunitense Lewis Swift.

## Descrizione
NGC 746 ha una classe di luminosità V-VI e presenta una larga riga a 21 cm dell'idrogeno neutro.